# هتری برتلز
هتری برتلز (انگلیسی: Henry Birtles; ۱ ژانویهٔ ۱۸۷۴ – ۴ فوریهٔ ۱۹۳۵) بازیکن راگبی ۱۵ نفره اهل بریتانیا بود.